# Jupiaba kurua
Jupiaba kurua és una espècie de peix de la família dels caràcids i de l'ordre dels caraciformes.